# Alburnus mentoides
Alburnus mentoides är en fiskart som beskrevs av Kessler, 1859. Alburnus mentoides ingår i släktet Alburnus och familjen karpfiskar. Inga underarter finns listade i Catalogue of Life.
Arten blir upp till 13 cm lång. Den skiljer sig från andra släktmedlemmar genom en avvikande anordningen av fjällen.
Denna fisk förekommer på södra Krim i vattendrag som mynnar i Svarta havet. Vid en flod skapade människor en insjö. Födan utgörs av vattenlevande insektslarver, av andra vattenlevande smådjur och av insekter som hamnade i vattnet. Exemplaren blir antagligen efter 3 år könsmogna och de kan leva fem år. Före äggläggningen och befruktningen i juni och juli vandrar de vuxna djuren till vattendragens övre lopp. Parningen sker över en grund med grus eller klippor. Ibland förekommer hybrider med färna.
Dammbyggnader förhindrar att fisken kan vandra. Beståndet påverkas även av vattenföroreningar. Alla revir tillsammans är maximal 5 000 km² stora. IUCN kategoriserar arten globalt som starkt hotad.